# Gelasma perplexata
Gelasma perplexata är en fjärilsart som beskrevs av Louis Beethoven Prout 1933. Gelasma perplexata ingår i släktet Gelasma och familjen mätare. Inga underarter finns listade i Catalogue of Life.